# Moncley
Moncley é uma comuna francesa na região administrativa de Borgonha-Franco-Condado, no departamento de Doubs. Estende-se por uma área de 7,92 km². Em 2010 a comuna tinha 284 habitantes (densidade: 35,9 hab./km²).